# Kościół Ducha Świętego w Rogoźnie
Kościół Ducha Świętego w Rogoźnie – rzymskokatolicki kościół parafialny znajdujący się w mieście Rogoźno, przy Placu Jana Pawła II.

## Historia
Zaczęto go budować w 1808 jako świątynię ewangelicką. Nieukończona budowla została konsekrowana w 1817, wznoszenie elewacji frontowej zakończono ostatecznie w 1839. W okresie II Rzeczypospolitej kościół był własnością parafii Ewangelickiego Kościoła Unijnego w Polsce. W 1945 świątynia ewangelicka została przekazana katolikom, a w 1965 stała się kościołem nowo utworzonej parafii Ducha Świętego.

## Architektura i wyposażenie

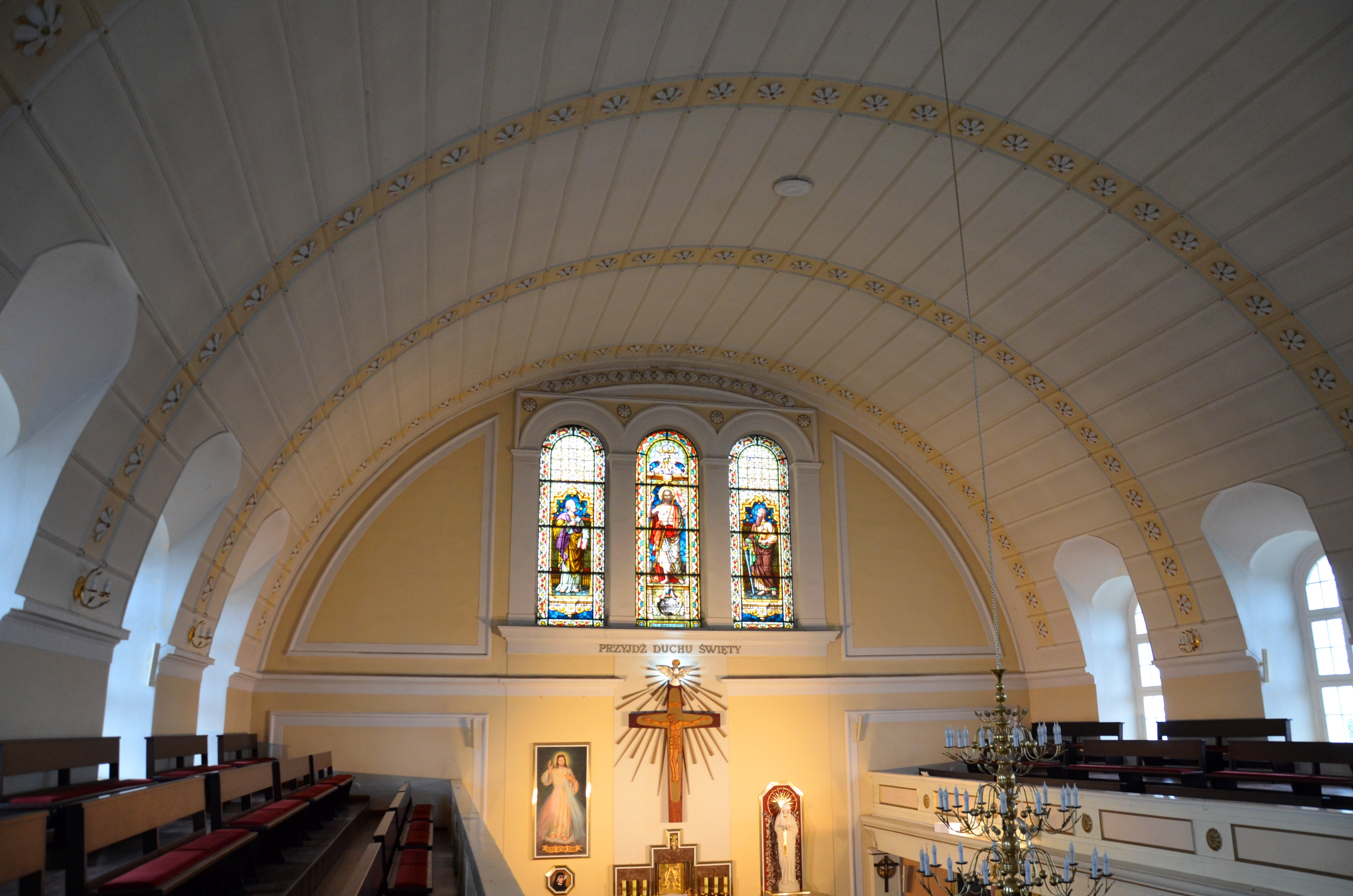
Wnętrze

Budowla zwrócona jest elewacją frontową na stronę wschodnią, wybudowana w stylu późnoklasycystycznym z elewacją frontową o cechach neoromanizmu, na planie czworokąta, z czworoboczną dobudówką od zachodu, nakryty dwuspadowym dachem blaszanym. Elewacje boczne są podzielone pilastrami, okna są zamknięte półkoliście. Elewacja frontowa jest zamknięta przez dwa potężne filary, zakończone namiotkowymi daszkami. Na środku elewacji umieszczone jest wejście główne, ujęte w trzy arkady, a nad nim wysokie otwory okienne ujęte w potrójną arkadę, a nad nią okrągłe okno. Na szczycie fasady umieszczona jest czworokątna sygnaturka (wieżyczka), wyposażona w zegar, pokryta daszkiem z kulą i krzyżem. Wnętrze ma charakter jednoprzestrzenny. Zwraca uwagę w nim pozorne drewniane sklepienie kolebkowe. Drewniane empory (balkony) boczne oraz chór muzyczny są podparte przez żłobkowane kolumny. W oknach umieszczone są witraże z XIX wieku ukazujące Jezusa oraz Apostołów Piotra i Pawła. Sufit posiada pasy z rozet. Organy pochodzą z I połowy XIX stulecia. Balustrady empor są pełne, posiadają rozety i płyciny. Wyposażenie wnętrza pochodzi z lat współczesnych.